# David Lee Roth
Pour les articles homonymes, voir Roth.
David Lee Roth, dit Diamond Dave, né le 10 octobre 1954 à Bloomington, dans l'Indiana aux États-Unis, est un chanteur et producteur de musique américain, connu pour avoir été le chanteur de Van Halen.

## Enfance
David Lee Roth est le fils de Nathan Roth, éminent ophtalmologue, et de Sibyl Roth. Il est le frère d’Alison et de Lisa Roth.  Les grands-parents paternels de David sont des juifs ashkénazes ayant émigré en Indiana depuis l'Ukraine.  Son oncle, Manny Roth, est l'influent propriétaire d'un nightclub à New York.

## Carrière
David Lee Roth fait ses débuts sur la scène Rock vers la fin des années 1970. Il gagne ses galons de chanteur au sein du fameux groupe de hard rock Van Halen, de 1974 à 1985. En moins de dix ans, les millions d'albums vendus et les prestations scéniques incroyables du groupe font de David l'un des chanteurs les plus célèbres.
En 1985, à la suite de nombreuses disputes, il décide de quitter la formation pour entamer une carrière solo. Il enregistre alors le mini-album Crazy from the heat qui bénéficie d'un bon accueil, notamment grâce aux reprises de Just a Gigolo  et de California Girls des Beach Boys. L'année suivante, Steve Vai (guitare), Billy Sheehan (basse) et Gregg Bissonette (batterie) viennent compléter la formation et font leurs débuts sur Eat' em and Smile suivi de Skyscraper en 1988. Après ces deux gros succès commerciaux, Steve et Billy quittent le groupe pour se lancer, à leur tour, dans une carrière solo ; The Steve Vai Band et Mr. Big voient alors respectivement le jour, au début des années 1990. En 1991, David forme un nouveau groupe avec le grand guitariste Jason Becker, avec lequel il enregistre l'album A little ain't enough. Jason Becker ayant de gros problèmes de santé, il quitte le groupe. David Lee Roth enregistre Your filthy little mouth et DLR Band avec un autre guitariste, John Lowery qui jouera par la suite avec Marilyn Manson. Malheureusement, il ne parvient pas à égaler le succès des précédents et ne tarde pas à s'effacer de la scène musicale.
En 1996, David Lee Roth rejoint à nouveau Van Halen sur l'album Best Of - Volume 1. Tous les fans du groupe se mettent alors à espérer. Mais de nouveau des tensions internes font exploser la collaboration entre David Lee Roth et Eddie Van Halen. La carrière de David est cependant relancée, mais peu de nouvelles choses en sortent. Il remplace Howard Stern comme animateur radio. Les rumeurs continuent sur le possible retour de David au sein du groupe Van Halen, d'autant plus que le retour de Sammy Hagar (malgré une tournée américaine) n'a rien donné. 
C'est en 2007 que David est bel et bien réintégré au groupe. Après une tournée triomphale de deux ans (dont la recette s'élève à environ 93 millions de dollars), des rumeurs parlent d'un nouvel album pour 2011.
A Different Kind Of Truth, le dernier album de Van Halen avec Lee Roth, sort finalement le 7 février 2012.
En 2019, David fait l'ouverture du set d'Armin Van Buuren à l'Ultra Musique Festival de Miami.

## Discographie

### Van Halen
- Van Halen (1978)
- Van Halen II (1979)
- Women and Children First (1980)
- Fair Warning (1981)
- Diver Down (1982)
- 1984 (1984)
- A Different Kind of Truth (2012)
- Tokyo Dome Live In Concert (2015)

### Solo
- Crazy from the Heat (EP, 1985)
- Eat 'Em and Smile (1986)
- Sonrisa Salvaje (Eat'em and Smile En Espagnol) (1986)
- Skyscraper (1988)
- A Little Ain't Enough (1991)
- Your Filthy Little Mouth (1994)
- The Best (Best-Of) (1997)
- DLR Band (1998)
- Diamond Dave (2003)
- Strummin' With The Devil (2006)
- Greatest Hits - The Deluxe Edition (2013)